# Rošini
Rošini (in lingua italiana Villa Rossa, o Rossini è una località del comune di Torre-Abrega, nell'Istria croata.

## Evoluzione demografica
Evoluzione demografica